# ピエール・ブランダムール
ピエール・ブランダムール（Pierre Brind'Amour, 1941年 - 1995年1月）は、カナダ人の西洋古典学者で、オタワ大学教授として在職中、死亡した。
　西洋古典学の分野で、「イソクラテスの最後の言葉 Les dernieres paroles d'Isocrate」（1967年）、「ウェルギリウスと馬の調教 Virgile et le Dressage des Chevaux」（1972年）、「スエトニウスの作品中におけるドミティアヌスの死の物語によって喚起された占星術的・天文学的諸問題 Problèmes astrologiques et astronomiques soulevés par le récit de la morte de Domitien chez Suétone」（1981年）などの論文を発表した（いずれも未邦訳）。
1983年にはオタワ大学の古代研究叢書（Collection d'études anciennes）の一冊として『ローマ暦・年代学的研究 Le calendrier romain: recherches chronologiques』ISBN 2760347028を刊行した。
1990年頃から、その該博な西洋古典学や西洋史の知識を活用し、歴史学的・文学的な立場でノストラダムスの再評価を行いはじめ、その分野で主導的役割を果たした。
1993年には『愛星家ノストラダムス Nostradamus Astrophile』ISBN 2252028963, ISBN 2760303683 を、1996年にはノストラダムス予言集の優れた校定版である『ノストラダムス・初期の百詩篇すなわち（1555年マセ・ボノム版） 予言集 Nostradamus : Les Première Centuries, ou, Prophéties (édition Macé Bonhomme de 1555)』ISBN 2600001387をそれぞれ刊行した。

## 日本語訳された文献
- ピエール・ブランダムール 校訂、高田勇 伊藤進編訳『ノストラダムス予言集』 ISBN 4000018086
この文献は上記の『予言集』校定版に基づくものだが、全訳ではない。そこで校定された原文を抄訳し、解説においてブランダムールの見解を踏まえつつ、編訳者らの研究を盛り込んだものとなっている。